# Porte du Croux
La porte du Croux est un édifice situé à Nevers, en France.

## Localisation
Le monument est situé rue de la porte du Croux dans le centre-ville de Nevers.

## Historique
Hormis son rôle défensif, la porte du Croux obtenait un rôle commercial par les taxes sur les produits de consommation qui entraient par les portes de la ville. Un "échevin" (élu municipal) administrait le quartier attaché à la porte du Croux. Ancienne entrée médiévale fortifiée, elle a été reconstruite telle que nous la connaissons aujourd'hui entre 1394 et 1398. Auparavant une porte à cet endroit était déjà attestée en 1194, date de la construction des remparts par Pierre de Courtenay. Une avant-porte fut construite en 1422.
Le rôle défensif de la porte du Croux cessa définitivement en 1578 après que les échevins l'eurent murée pendant les guerres de Religion. Elle servit alors de dépôt d'archives à l'abbesse de l'abbaye Notre-Dame, puis de dépôt de poudres durant la période révolutionnaire.
En 1847, à l'abandon, elle est achetée par le baron de Vertpré qui en fait don à la municipalité sous condition de restauration et d'y créer un musée des antiquités de la Nièvre.
C'est en 1862 que l'édifice est classé aux monuments historiques 

## Architecture
On peut y voir des fentes dans lesquelles passaient les chaînes d'un pont levis surplombant le ruisseau de la Passière (affluent de la Loire , aujourd'hui enterré).

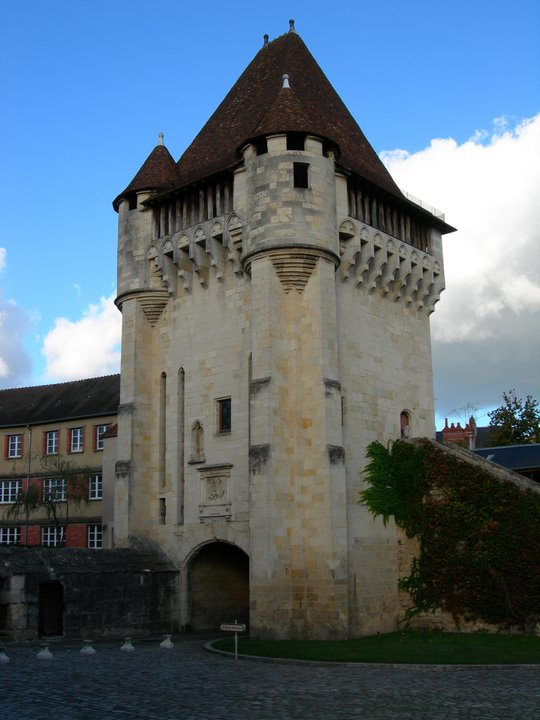
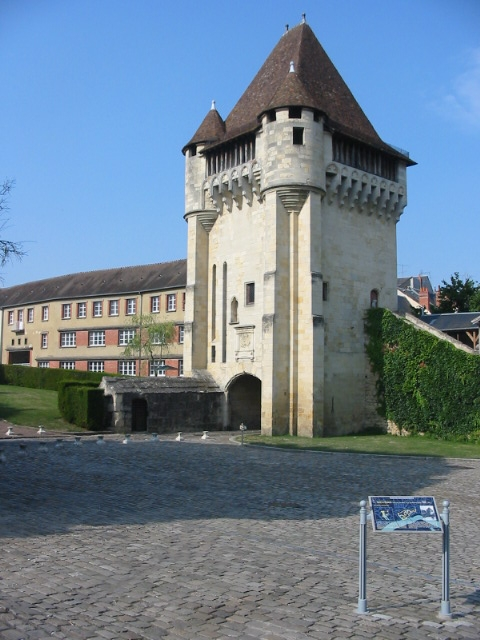
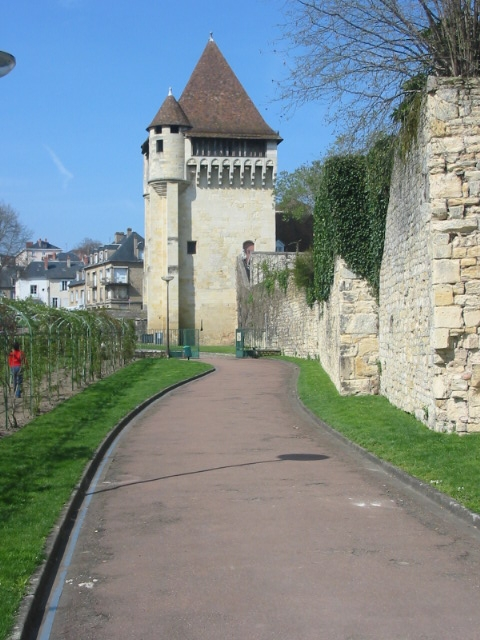
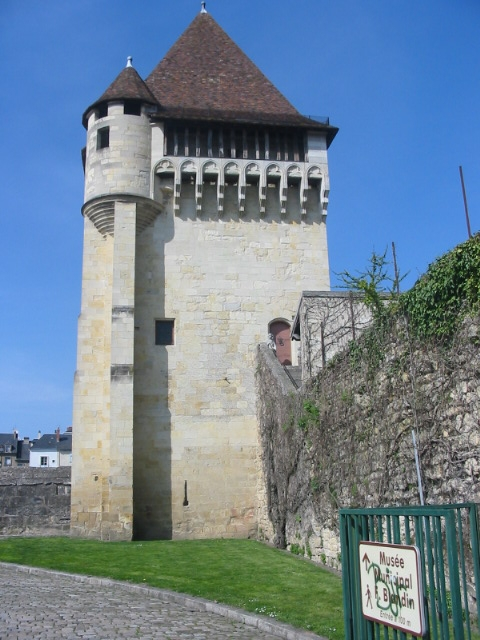
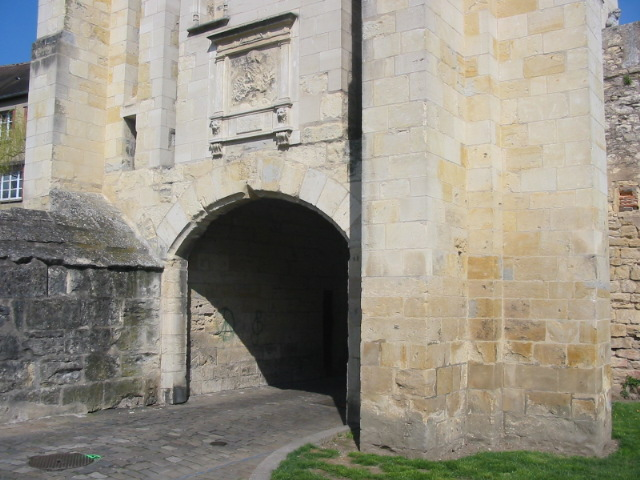
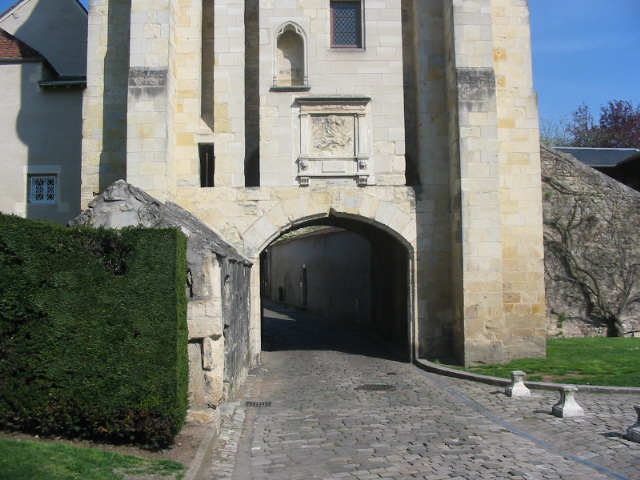
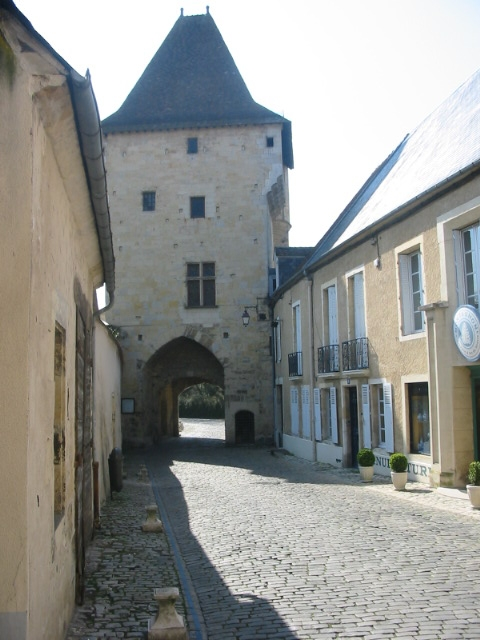
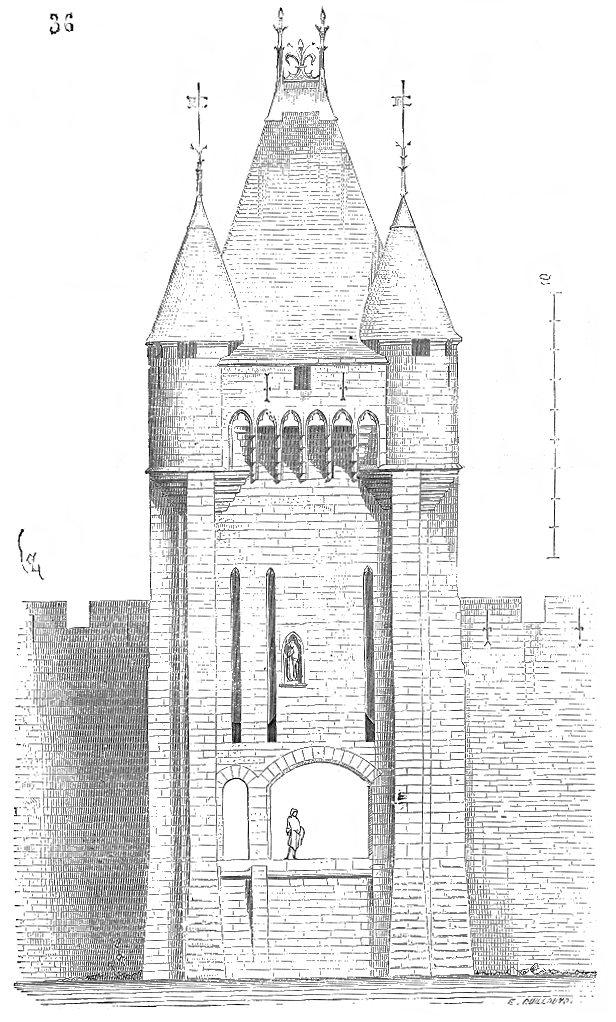
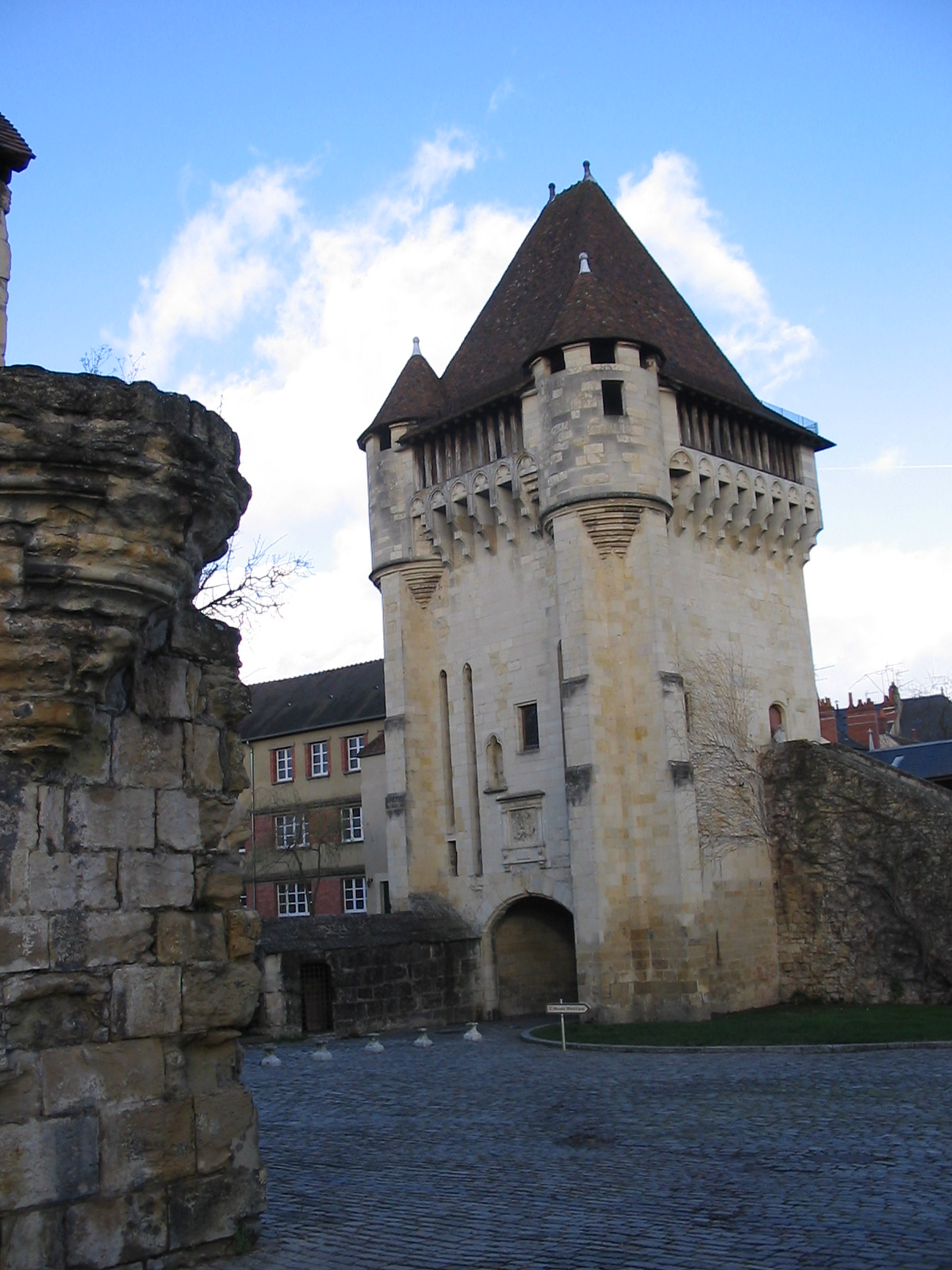